# Siegfried de Luxemburg
Siegfried (sau Sigefroy) (n. cca. 922 – d. 28 octombrie 998) este considerat primul conte de Luxemburg, fiind astfel fondatorul Casei de Luxemburg, ca ramură colaterală a Casei de Ardennes. De fapt, el a fost conte în Moselgau și Ardennes. De asemenea, el a fost protector al abațiilor de Saint-Maximin de Trêves și Saint-Willibrord d'Echternach.
Se consideră că Siegfried era fiul contelui palatin Wigeric de Lotharingia și al Cunigundei.
El a avut posesiuni din partea tatălui său în Lorena Superioară. În miezul domeniilor sale, el a construit fortăreața de Luxemburg în 963. Curând, s-a constituit un oraș în jurul castelului. Deși el a utilizat titulatura comitală, numele de "conte de Luxemburg" a fost acordat abia lui Wilhelm circa 150 de ani mai târziu.
În jurul anului 950, Siegfried s-a căsătorit cu Hedwiga de Nordgau (n. 937–d. 992), fiica lui Eberhard al IV-lea de Nordgau. Ei au avut următorii copii:
- Henric, succesor în Luxemburg, ca Henric I; de asemenea, duce de Bavaria, ca Henric al V-lea
- Siegfried, menționat în 985
- Frederic, conte de Salm și Luxemburg; căsătorit cu Ermentruda de Gleiberg, fiică a contelui Heribert I de Gleiberg cu Ermentruda.
- Theodoric, episcop de Metz
- Adalberon, canonic de Trier
- Gislebert (d. 1004), conte în Moselgau
- Cunigunda, căsătorită cu împăratul Henric al II-lea
- Eva, căsătorită cu contele Gerard de Metz
- Ermentruda, abatesă
- Luitgarda, căsătorită cu contele Arnulf I de Olanda
- o fiică, măritată cu un oarecare Thietmar